# الجعفرية (طور الباحه)

تعديل مصدري - تعديل

الجعفرية هي إحدى قرى عزلة طور الباحــة بمديرية طور الباحة التابعة لمحافظة لحج، بلغ تعداد سكانها 235 نسمة حسب تعداد اليمن لعام 2004.